# 19379 Labrecque
19379 Labrecque è un asteroide della fascia principale. Scoperto nel 1998, presenta un'orbita caratterizzata da un semiasse maggiore pari a 2,3219542 UA e da un'eccentricità di 0,2794946, inclinata di 23,10011° rispetto all'eclittica.